# 肺容量
肺容量是指呼吸週期中不同階段肺中通過的氣體容積。通過測定肺容積指標可判定患者是否患有各種呼吸道疾病。

## 主要指標
- 肺活量(VC)：最大吸氣後做最大呼氣，所能呼出的最大氣量（VC=TV+IRV+ERV)。
- 潮氣量(TV)：在平靜呼吸基線上，每次吸入或呼出的氣量。
- 補吸氣量(IRV)：平靜吸氣後再用力吸氣所能吸入的最大氣量。
- 補呼氣量(ERV)：平靜呼氣後繼續呼氣所能呼出的最大氣量。
- 深吸氣量(IC)：平靜呼氣後所能吸入的最大氣量（IC=TV+IRV）。
- 功能餘氣量(FRC)：平靜呼氣後肺所含氣量（FRC=RV+ERV; FRC=TLC-IRV-TV)。
- 餘氣量(RV)：最大呼氣後肺內還剩餘的氣量；此部分無法由呼吸量測定器測得。
- 肺總量(TLC)：深吸氣後肺內所含的氣量（TLC=IRV+TV+ERV+RV）。

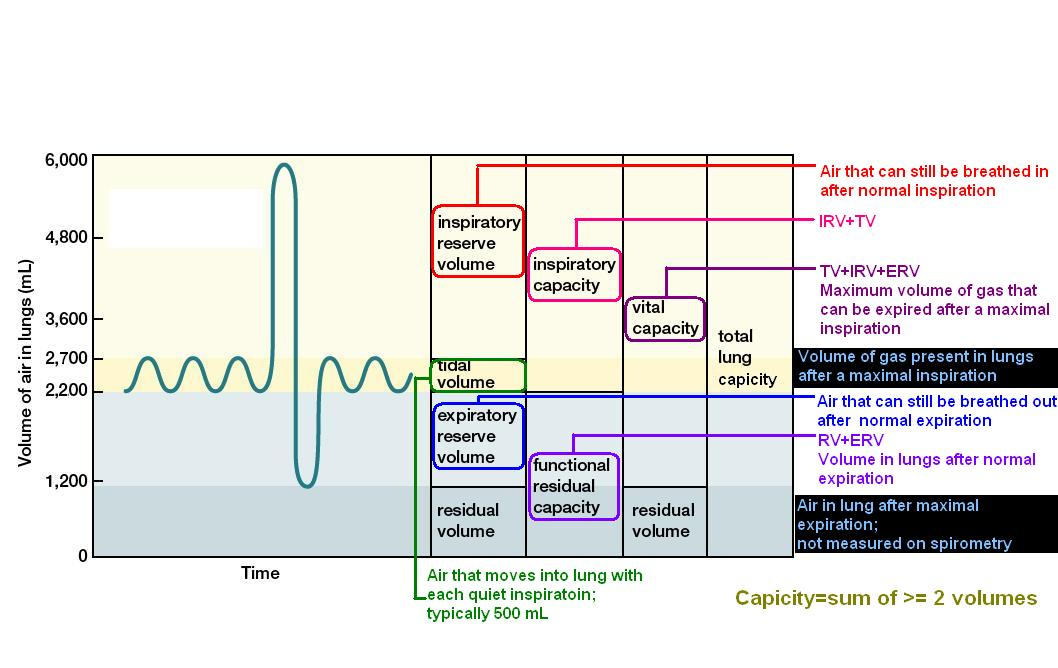
肺容量圖示